# Alexandru Nazare
Alexandru Nazare (n. 25 iunie 1980, Gheorghe Gheorghiu-Dej, Bacău, România) este un politician român, ales deputat de Brăila în 2012 din partea Partidului Democrat Liberal (PDL) și apoi senator de Prahova în 2020 din partea Partidului Național Liberal (PNL). Este ministru al finanțelor din 2025 în guvernul Ilie Bolojan, după ce deținuse același portofoliu în guvernul Florin Cîțu în 2020–2021, și pe cel de ministru al transporturilor în guvernul Mihai Răzvan Ungureanu.

## Biografie
Alexandru Nazare s-a născut în 25 iunie 1980, în Onești (pe atunci denumit Gheorghe Gheorghiu-Dej), într-o familie de profesori, mama fiind profesor de limbă germană, iar tatăl, profesor de sport.
În 2001, a început să studieze științe politice în cadrul Școlii Naționale de Studii Politice și Administrative, din București, pe care le finalizează în anul 2005. În perioada 2002-2004, continuă cu un program de studii în Berlin, la European College of Liberal Arts. Mai târziu, între anii 2015 și 2017, Nazare urmează un masterat în Administrație Publică, la Hertie School of Governance din Berlin.

## Activitate politică
După finalizarea studiilor, Alexandru Nazare și-a început activitatea profesională la Ministerul Integrării Europene, în calitate de consilier al ministrului de la acea vreme, Anca Boagiu, în perioada premergătoare aderării României la Uniunea Europeană.
În 2007, Nazare a devenit consilier la Grupul Partidului Popular European din Parlamentul European, iar un an mai târziu, a candidat pe listele PDL la alegerile europarlamentare, devenind cel mai tânăr europarlamentar român din PE. Din această poziție, Nazare a activat în Comisia pentru Bugete și în Comisia pentru Afaceri Externe, unde a reușit să se remarce prin depunerea mai multor propuneri de rezoluții, printre care unele referitoare la Republica Moldova, proiecte pentru strategia energetică sau drepturile romilor. În anul 2009, după finalizarea mandatului de europarlamentar, Alexandru Nazare a fost numit secretar de stat la Departamentul pentru Afaceri Europene, având în responsabilitate reprezentarea României în dialogul cu instituțiile europene. Începând cu luna aprilie a anului 2010, Alexandru Nazare a devenit secretar de stat în Ministerul Finanțelor Publice, în cadrul căruia a coordonat Autoritatea de Certificare și Plată, Oficiul de Plăți și Contractare Phare, cât și departamentul de fiscalitate.
În perioada noiembrie 2010 - februarie 2012, a fost numit secretar de stat în Ministerul Transporturilor și Infrastructurii, mandat în care a avut atribuții de coordonare a instituțiilor și structurilor din domeniul aviației civile, aflate în subordinea Ministerului. Tot în acest mandat, Nazare a jucat un rol important în medierea discuțiilor dintre minister și instituțiile financiare internaționale, fiind negociatorul-șef pentru misiunile comune de evaluare cu instituțiile financiare internaționale și monitorizare a proiectelor cu finanțare externă.

### Ministru al transporturilor
După demisia din februarie 2012 a Guvernului Boc, Alexandru Nazare a fost numit în funcția de ministru al Transporturilor, în Guvernul Mihai Răzvan Ungureanu. În mandatul său, Nazare a obținut aprobarea finanțării de către Comisia Europeană a unor proiecte de reabilitare a sistemului feroviar în valoare de 800 de milioane de euro și a licitat tronsoane de autostradă finanțate cu fonduri europene, în valoare de 850 de milioane de euro. A licitat refacerea studiilor de fezabilitate pentru autostrăzile Sibiu-Pitești și Comarnic-Brașov, prima urmând a fi finanțată din fonduri europene, iar a doua prin parteneriat public-privat. Licitațiile au fost însă anulate de noua guvernare, în toamna anului 2012.

### Deputat
În anul 2012, Alexandru Nazare a fost ales deputat pe listele Partidului Democrat Liberal. În paralel cu ultimul an din mandatul de parlamentar, intră în cursa pentru Primăria Sectorului 1, din partea PNL, la alegerile locale din 2016, unde obține 19,58% din vot, plasându-se pe locul al treilea.

### Revenire
În anul 2019, după trei ani de absență din politica mare, a devenit consilier la Ministerul Transporturilor, Infrastructurii și Comunicațiilor. Cu prilejul alegerilor parlamentare din decembrie 2020, Alexandru Nazare a fost reales ca membru în Parlamentul României, obținând un mandat de senator în circumscripția electorală nr. 31, Prahova.

### Ministrul Finanțelor
La finalul anului 2020, Alexandru Nazare este învestit în funcția de ministru al finanțelor în Guvernul Cîțu, mandat pe care îl începe sub conturarea unui program economic formulat după principiul relansării, bazat pe o serie de politici economice liberale și pe o atitudine fiscal-bugetară prudentă. În ciuda recesiunii generate de contextul pandemiei de COVID-19, Nazare reușește să elaboreze, împreună cu guvernul Cîțu, o formulă bugetară menită să îndrepte economia României spre o traiectorie de ajustare fiscală sustenabilă.
Pe 8 iulie 2021 premierul Florin Cîțu l-a demis pe Alexandru Nazare din funcția de ministru al Finanțelor. Ca motiv pentru această măsură au fost rezervele pe care Nazare le exprimase pentru achiziționarea a 120 milioane doze de vaccin anticovid în următorii 2 ani cât și pentru alocarea a 7 miliarde lei pentru investiții la nivelul primăriilor.
În data de 23 iunie 2025, a revenit în guvern tot ca ministru de finanțe din partea PNL, în cabinetul Bolojan.

## Proiecte și inițiative

### Centrul Cyber al UE
În 2020, Nazare obține o performanță pentru România, din calitatea de Reprezentant cu Însărcinări Speciale al Guvernului României privind pregătirea și promovarea candidaturii României pentru găzduirea Centrului de Competențe, Industrial, Tehnologie și de Cercetare în materie de Securitate Cibernetică. Echipa României, condusă de Alexandru Nazare, a câștigat competiția purtată cu celelalte 6 state care și-au depus candidatura pentru a găzdui centrul de securitate cibernetică, organism european însărcinat cu gestionarea investițiilor Uniunii Europene în domeniul securității cibernetice.
La nivel simbolic reprezintă o recunoaștere acordată României pentru parcursul european fiind prima instituție a Uniunii Europene care va avea sediu la noi în țară. Și nu este o instituție obișnuită, ci are un caracter strategic cu atribuții fundamental deosebite pentru că va gestiona bugetul UE de securitate cibernetică. Practic, toată anvelopa financiară în domeniul securității cibernetice care, în prezent, este integrată în programele Orizont 2000 și Europa Digitală, va fi coordonată de la București. Și vorbim de fonduri de două miliarde de euro. De asemenea, consolidează și poziționează Bucureștiul ca hub de securitate cibernetică, a spus Alexandru Nazare.